# Giro del Piemonte 1931
Il Giro del Piemonte 1931, ventiduesima edizione della corsa, si svolse il 21 aprile 1931 su un percorso di 231 km con partenza e arrivo a Torino. Fu vinto dall'italiano Mario Cipriani, che completò il percorso in 7h30'00", precedendo in volata i connazionali Guglielmo Marin e Giovanni Firpo.
Riservato agli indipendenti di seconda e terza categoria, e valido come una delle quattro prove del campionato italiano indipendenti, fu organizzato dal quotidiano torinese La Stampa insieme all'U.S. Torinese.

## Percorso
Partita da Largo Sonzini a Torino, la corsa si avviò, in pianura, in direzione nord-est, passando per Chivasso, Cigliano, Tronzano Vercellese, Santhià, Buronzo e Gattinara, fino a Romagnano Sesia; da qui si risalì la Sesia fino a Borgosesia, avviandosi quindi in salita verso Mosso Santa Maria prima e Pettinengo poi. La discesa verso Biella portò ad affrontare la terza ascesa di giornata, sulla Serra d'Ivrea via Zubiena. Giunta a Ivrea, la corsa proseguì pianeggiante verso Caluso, Chivasso e Gassino Torinese fino a giungere, dopo 231 km, al traguardo del Motovelodromo torinese.

## Ordine d'arrivo (Top 10)
| Pos. | Corridore        | Squadra         | Tempo    |
| ---- | ---------------- | --------------- | -------- |
| 1    | Mario Cipriani   | A.C. Pratese    | 7h30'00" |
| 2    | Guglielmo Marin  | U.S. Legnanese  | s.t.     |
| 3    | Giovanni Firpo   | S.S. E. Piaggio | s.t.     |
| 4    | Virgilio Zuffi   | V.S. Ferrara    | s.t.     |
| 5    | Armando Zucchini | V.S. Reno       | s.t.     |
| 6    | Guido Taglietti  | U.S. Ausonia    | s.t.     |
| 7    | Antonio Folco    | S.C. Vigor      | s.t.     |
| 8    | Giacomo Briano   | S.C. Fulgor     | s.t.     |
| 9    | Aleardo Simoni   | V.S. Reno       | s.t.     |
| 10   | Luigi Barral     | S.C. Vigor      | s.t.     |